# Oficina de turismo

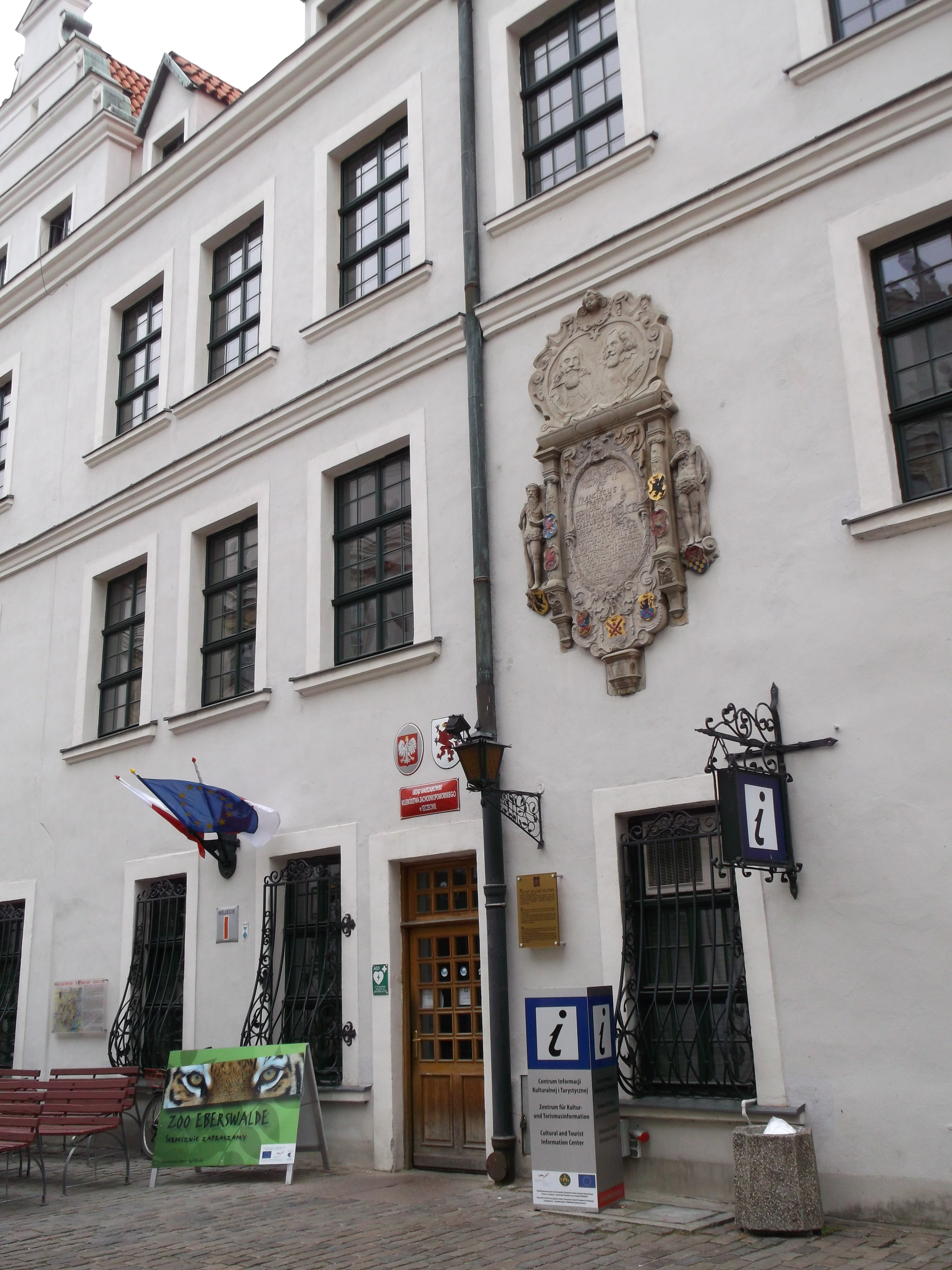
Centro de información cultural y turística en el Castillo en Szczecin, Polonia.

Una oficina de turismo, oficina de información turística o centro de información turística es la organización encargada de proveer información a los turistas potenciales y turistas que visitan un determinado lugar con el fin de facilitar su decisión de viajar, facilitar su estadía y disminuir el riesgo de experiencias negativas durante su viaje, influyendo positivamente en la imagen del destino turístico. La oficina de turismo suele ser de carácter público y sin fines de lucro, dependiente de organismos públicos con el fin de mantener la neutralidad y calidad de la información, sin sesgos comerciales.
La información otorgada incluye datos de contacto de prestadores de servicios turísticos (oferta turística: alojamientos, agencias de viajes, guías, restaurantes, transportes y otros como hospitales, cabinas de Internet y teléfonos, vacunas), atractivos, lugares, eventos y actividades de interés, horarios de atención, tarifas, rutas, sugerencias de seguridad y otros datos relevantes para el turista.
Las oficinas de turismo suelen proporcionar materiales informativos gratuitos como mapas, planos y folletos, postales, afiches, recuerdos, vídeos, listados de empresas registradas y otros materiales de interés.
La oficina de turismo suele ubicarse en puntos de concentración de visitantes como aeropuertos, terrapuertos, puertos marítimos y fluviales, Plaza de Armas (plaza mayor o plaza principal de la ciudad), cámaras de comercio o local gubernamental.
La primera oficina nacional de turismo fundada en el mundo se estableció en 1910, en Francia.

## Objetivos
Los objetivos fundamentales de una oficina de turismo son:
- Prestar un servicio público.
- Mejorar calidad de los destinos turísticos de la zona.
- Hacer más fácil la estancia a los potenciales turistas.
- Aumentar la llegada de más turistas facilitando y haciendo más cómoda sus futuras reservas, estancias y recorridos en su radio de acción.

## Tipos
- Permanentes y temporales.
- Locales, regionales, nacionales e internacionales.
- Generales del Estado.

## Oficinas de turismo en el mundo

### América

#### Chile
En Chile las oficinas de información turística están principalmente gestionadas por organismos públicos. Existen 23 oficinas de información permanente a cargo del Servicio Nacional de Turismo distribuidas en las principales ciudades del país y 12 oficinas de carácter temporal que funcionan durante la alta temporada entre los meses de diciembre a febrero. Adicionalmente, algunos municipios poseen sus propias oficias de información turística, las que suman 36 oficinas de carácter permanente y 77 oficinas de información turística de temporada.

#### Colombia
En Colombia hay oficinas en Bogotá y Cartagena de Indias. El gobierno colombiano ha implementado estas oficinas a mediados del 2011.

#### Ecuador
En Ecuador las empresas y oficinas turísticas se encuentran aprobadas por el ministerio de turismo. Este ente público se encarga de administrar los permisos para empresas turísticas y distribuir la información relevante turística de los principales centros de actividad de turismo del país. Su principal oficina se encuentra en la ciudad de Quito.

#### Estados Unidos
En los Estados Unidos de América, cada uno de los Estados tiene su propia oficina de turismo.

#### Nicaragua
Es uno de los países que está creciendo cada año en la visita de turistas; esto por las buenas condiciones de seguridad que ofrece; en la mayoría de puestos fronterizos está ubicado un CIT. Estos son administrados por el instituto de Turismo.

#### Perú

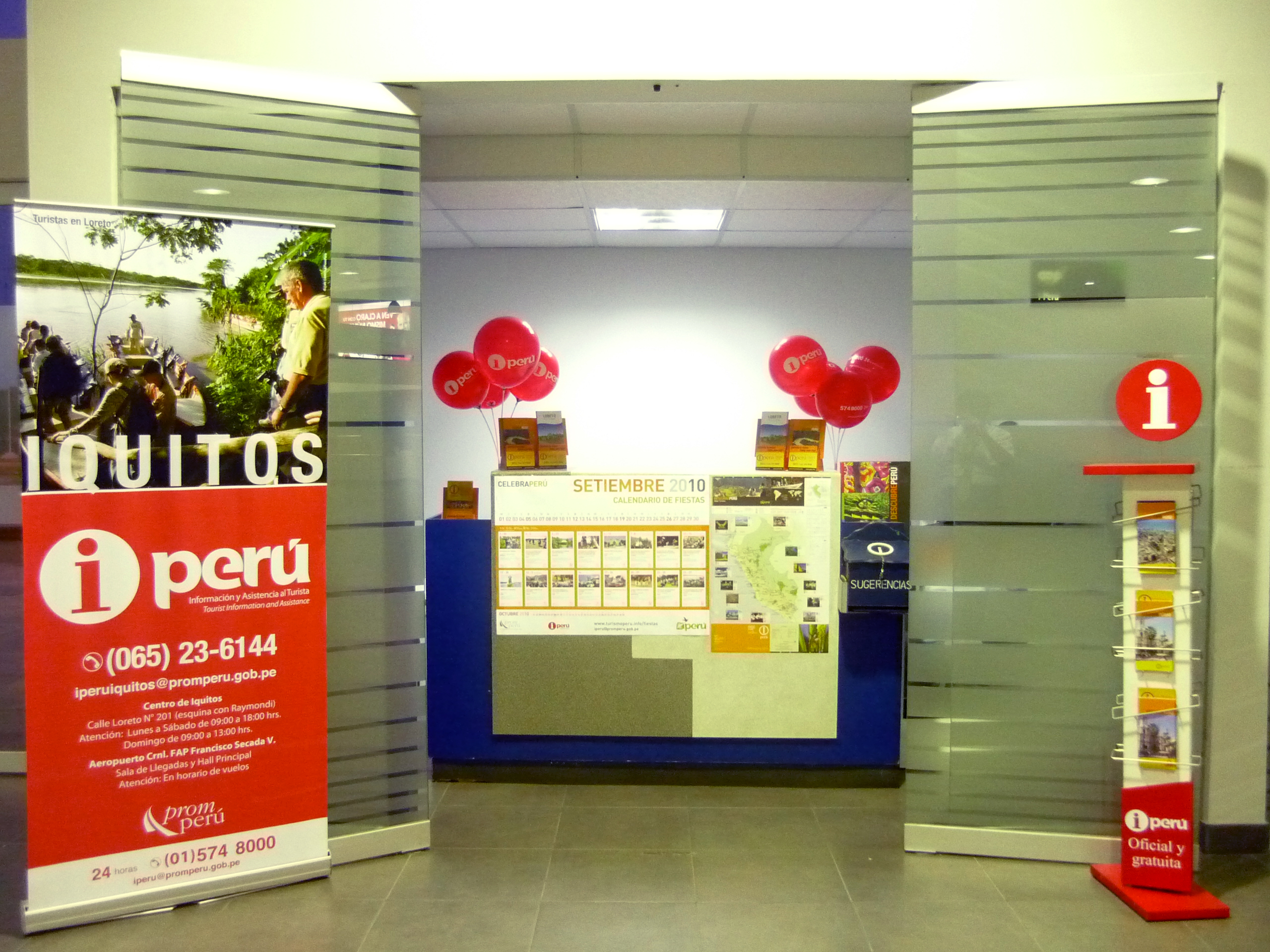
Oficina de Iperú, información y asistencia al turista en el Aeropuerto Internacional Coronel FAP Francisco Secada Vignetta de la ciudad amazónica de Iquitos. Iperú es la oficina nacional de turismo del Perú y también es parte de la Red de Protección al Turista de este país.

### Europa

#### Alemania
La Oficina Nacional Alemana de Turismo (DZT en sus siglas alemanas) es una organización de marketing nacional encomendada por el gobierno de Alemania que promociona dicho país como destino turístico en todas sus facetas.

#### Francia
La oficina de turismo en Francia es una organización local amparada en el Código de Turismo. Su creación ya no está sujeta a la aprobación ministerial. Basta una simple decisión del Ayuntamiento de una ciudad o de un órgano de deliberación o de una agrupación de municipios.
La oficina nacional de turismo, encargada de promover Francia como destino turístico era Maison de la France desde 1987 hasta el 1 de mayo de 2009 cuando cambió por Atout France.

#### Gran Bretaña
Posee una red nacional de centros de información turística, operador por la Autoridad Británica de Turismo (British Tourist Authority-BTA), representado por el website de promoción turística VisitBritain. Otras oficinas de información turística son operadas por las autoridades locales o a través de organizaciones privadas como sitios locales en asociación con la BTA. VisitBritain promueve la visita a Inglaterra, Escocia, Irlanda del Norte y Gales.
- En Inglaterra, el Consejo Inglés de Turismo (English Tourism Council) es un área subsidiaria de la British Tourist Authority y promueve el turismo doméstico bajo el lema Disfruta Inglaterra (Enjoy England).
- En Gales, la Asamblea Nacional de Gales (National Assembly for Wales) apoya las oficinas de información turística a través de Visit Wales.
- En Escocia, el gobierno escocés apoya VisitScotland, la organización oficial de turismo de este país, que también opera los Centros de Información Turística a lo largo del país.

#### España
En España existe una red nacional de centros de información turística bajo el apoyo de Turespaña, ubicados en las capitales de cada provincia. Las localidades de menor entidad tienen también oficinas de información turística, que informan a nivel comarcal. 